# Фразан
Фразан (порт. Frazão) — район (фрегезия) в Португалии, входит в округ Порту. Является составной частью муниципалитета Пасуш-де-Феррейра. По старому административному делению входил в провинцию Дору-Литорал. Входит в экономико-статистический субрегион Тамега, который входит в Северный регион. Население составляет 4276 человек на 2001 год. Занимает площадь 5,35 км².
Покровителем района считается Мартин Турский (порт. São Martinho).